# Estoi
Estoi és una localitat portuguesa del municipi de Faro, amb 46,59 km² d'àrea i 3.652 habitants (al cens del 2011). La densitat de població n'és de 78,4 hab/km², i per això és una Àrea de Baixa Densitat (ordenança 1467-A/2001).
El 9 de desembre del 2004, l'Assemblea de la República alterà el nom de la freguesia de Estói a Estoi.
Fou la seu d'una freguesia extingida el 2013, en l'àmbit d'una reforma administrativa que, en conjunt amb Conceição, forma una nova freguesia denominada Unió de les Freguesies de Conceição i Estoi amb seu a Conceição.

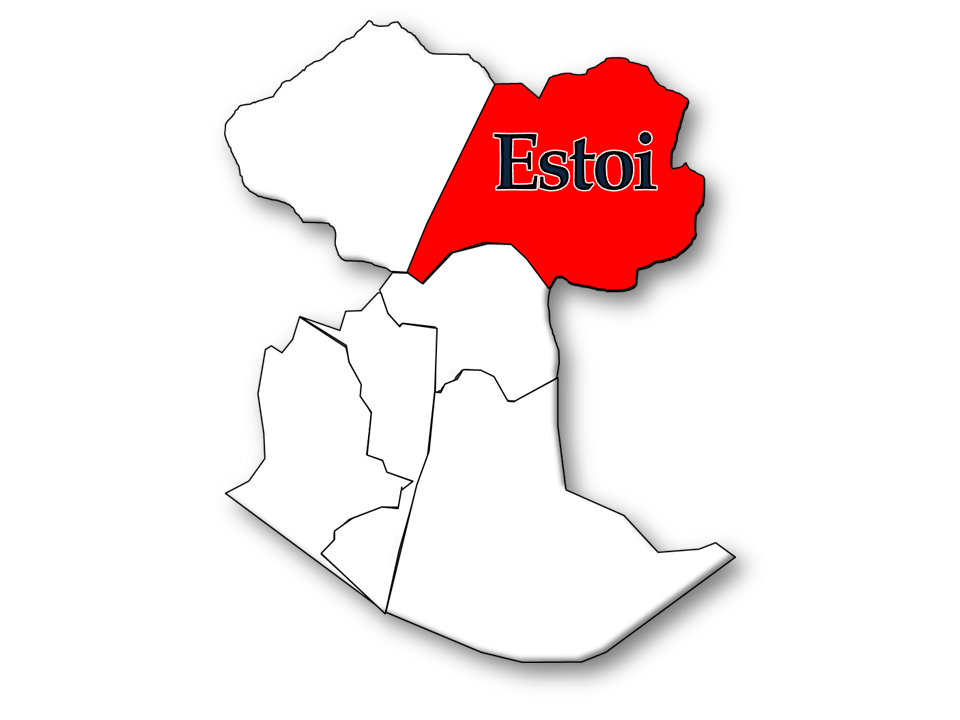
Localització de la freguesia d'Estoi al municipi de Faro

## Població
| Població de la freguesia d'Estoi | Població de la freguesia d'Estoi | Població de la freguesia d'Estoi | Població de la freguesia d'Estoi | Població de la freguesia d'Estoi | Població de la freguesia d'Estoi | Població de la freguesia d'Estoi | Població de la freguesia d'Estoi | Població de la freguesia d'Estoi | Població de la freguesia d'Estoi | Població de la freguesia d'Estoi | Població de la freguesia d'Estoi | Població de la freguesia d'Estoi | Població de la freguesia d'Estoi | Població de la freguesia d'Estoi |
| -------------------------------- | -------------------------------- | -------------------------------- | -------------------------------- | -------------------------------- | -------------------------------- | -------------------------------- | -------------------------------- | -------------------------------- | -------------------------------- | -------------------------------- | -------------------------------- | -------------------------------- | -------------------------------- | -------------------------------- |
| 1864                             | 1878                             | 1890                             | 1900                             | 1911                             | 1920                             | 1930                             | 1940                             | 1950                             | 1960                             | 1970                             | 1981                             | 1991                             | 2001                             | 2011                             |
| 3 990                            | 4 268                            | 5 107                            | 5 014                            | 4 411                            | 4 153                            | 4 283                            | 4 267                            | 4 238                            | 3 911                            | 3 103                            | 3 184                            | 3 100                            | 3 538                            | 3 652                            |

## Patrimoni
- A l'oest i a la rodalia del poble d'Estoi, es troben les Ruïnes romanes de Milreu, que ens ofereixen una rara oportunitat de veure com vivien els romans entre els segles I i IV. Aquestes ruïnes revelen característiques d'una formació de vil·la de peristil, amb prop de 22 columnes al voltant d'un pati obert amb jardí i estany d'aigua. La vil·la va ser decorada amb mosaics, a l'est del peristil, amb figures que representen la fauna marina. Les excavacions tragueren a la llum un extens complex edificat al segle iii, que consta d'una casa senyorial, instal·lacions agrícoles, un balneari i un temple.[5]
- El Palau d'Estoi o Casa d'Estoi amb jardins, fonts i estàtuea (immoble nobiliari restaurat a la fi del segle xix, que és el millor exemple del gènere al districte de Faro). El Palau d'Estoi és d'estil rococó. Famós pels seus jardins i murals de taulellets, es construí a la fi del segle xix i és el millor exemple d'aquest estil arquitectònic al districte de Faro.[6]
- Al centre de la ciutat, hi ha la neoclàssica església parroquial d'Estoi. La construcció original data del segle xv, però es va danyar en el sisme del 1755. Posteriorment, fou restaurada, al segle xix, en estil neoclàssic. L'arquitecte italià Francisco Xavier Fabri fou el responsable d'aquesta reforma i alguns altres exemples de les seues obres es troben en ciutats veïnes, en especial l'Arc de Vila de Faro.[7]

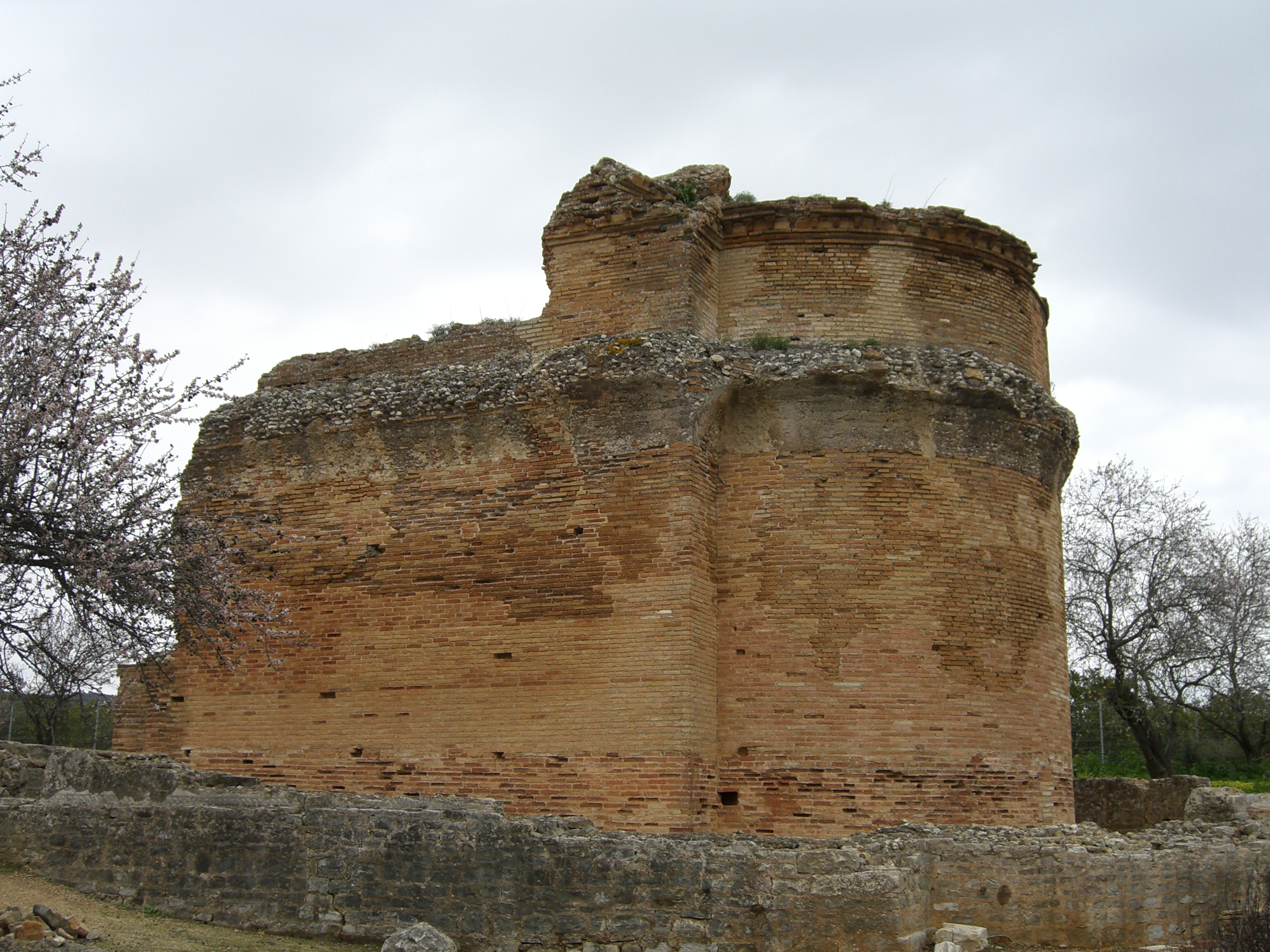
Ruïnes romanes de Milreu

La principal manifestació cultural d'Estoi és la Festa de la Pinha.